# Nina O’Brien
Nina O’Brien (ur. 29 listopada 1997 w San Francisco) – amerykańska narciarka alpejska, złota medalistka mistrzostw świata seniorów.

## Kariera
Po raz pierwszy na arenie międzynarodowej pojawiła się 20 listopada 2013 roku w Copper Mountain, gdzie w zawodach juniorskich zajęła 15. miejsce w gigancie. W 2015 roku wystartowała na mistrzostwach świata juniorów w Hafjell, gdzie zajęła 24. miejsce w superkombinacji i 30. w supergigancie. Jeszcze trzykrotnie startowała na imprezach tego cyklu, największy sukces osiągając na mistrzostwach świata juniorów w Davos w 2018 roku, gdzie zajęła dziewiąte miejsce w superkombinacji. 
W zawodach Pucharu Świata zadebiutowała 26 listopada 2016 roku w Killington, gdzie nie zakwalifikowała się do pierwszego przejazdu w gigancie. Pierwsze pucharowe punkty wywalczyła 25 listopada 2018 roku w tej samej miejscowości, zajmując 23. miejsce w slalomie. W klasyfikacji generalnej sezonu 2020/2021 zajęła 43. miejsce.
Wystartowała w gigancie na igrzyskach olimpijskich w Pekinie w 2022 roku, jednak została zdyskwalifikowana w drugim przejeździe. Na rozgrywanych rok później mistrzostwach świata w Courchevel/Méribel zdobyła złoty medal w rywalizacji drużynowej. Była też szósta w tej konkurencji i dziesiąta w gigancie podczas mistrzostw świata w Cortina d’Ampezzo w 2021 roku.

## Osiągnięcia

### Igrzyska olimpijskie
| Miejsce | Dzień    | Rok  | Miejscowość | Konkurencja | Czas biegu | Strata | Zwyciężczyni |
| ------- | -------- | ---- | ----------- | ----------- | ---------- | ------ | ------------ |
| DSQ2    | 7 lutego | 2022 | Pekin       | Gigant      | 1:55,69    | -      | Sara Hector  |

### Mistrzostwa świata
| Miejsce | Dzień     | Rok  | Miejscowość        | Konkurencja       | Czas biegu | Strata | Zwyciężczyni                   |
| ------- | --------- | ---- | ------------------ | ----------------- | ---------- | ------ | ------------------------------ |
| 28.     | 14 lutego | 2019 | Åre                | Gigant            | 2:01,97    | +5,14  | Petra Vlhová                   |
| 34.     | 16 lutego | 2019 | Åre                | Slalom            | 1:57,05    | +12,62 | Mikaela Shiffrin               |
| 10.     | 16 lutego | 2021 | Cortina d’Ampezzo  | Gigant równoległy | -          | -      | ex aequo Katharina Liensberger |
| 6.      | 17 lutego | 2021 | Cortina d’Ampezzo  | Zawody drużynowe  | -          | -      | Norwegia                       |
| 10.     | 18 lutego | 2021 | Cortina d’Ampezzo  | Gigant            | 2:30,66    | +1,80  | Lara Gut-Behrami               |
| DNF2    | 20 lutego | 2021 | Cortina d’Ampezzo  | Slalom            | 2:30,66    | -      | Katharina Liensberger          |
| 1.      | 14 lutego | 2023 | Courchevel/Méribel | Drużynowo         | -          | -      | -                              |
| 9.      | 15 lutego | 2023 | Courchevel/Méribel | Gigant równoległy | -          | -      | Maria Therese Tviberg          |
| 11.     | 17 lutego | 2023 | Courchevel/Méribel | Gigant            | 2:07,13    | +1,43  | Mikaela Shiffrin               |
| DNF1    | 18 lutego | 2023 | Courchevel/Méribel | Slalom            | 1:43,15    | -      | Laurence St. Germain           |
| 4.      | 4 lutego  | 2025 | Saalbach           | Drużynowo         | -          | -      | Włochy                         |
| 19.     | 13 lutego | 2025 | Saalbach           | Gigant            | 2:22,71    | +4,91  | Federica Brignone              |

### Mistrzostwa świata juniorów
| Miejsce | Dzień       | Rok  | Miejscowość | Konkurencja     | Czas biegu | Strata | Zwyciężczyni        |
| ------- | ----------- | ---- | ----------- | --------------- | ---------- | ------ | ------------------- |
| DNF1    | 7 marca     | 2015 | Hafjell     | Gigant          | 2:25,14    | -      | Nina Ortlieb        |
| DNF1    | 9 marca     | 2015 | Hafjell     | Slalom          | 1:43,54    | -      | Paula Moltzan       |
| 30.     | 10 marca    | 2015 | Hafjell     | Supergigant     | 1:23,81    | +2,56  | Federica Sosio      |
| 24.     | 10 marca    | 2015 | Hafjell     | Superkombinacja | 2:08,54    | +4,52  | Rahel Kopp          |
| 37.     | 27 lutego   | 2016 | Soczi       | Zjazd           | 1:13,95    | +4,37  | Valérie Grenier     |
| 30.     | 29 lutego   | 2016 | Soczi       | Supergigant     | 1:10,48    | +4,25  | Nina Ortlieb        |
| 12.     | 1 marca     | 2016 | Soczi       | Superkombinacja | 1:59,32    | +3,75  | Aline Danioth       |
| 24.     | 2 marca     | 2016 | Soczi       | Gigant          | 2:12,39    | +8,33  | Jasmina Suter       |
| 21.     | 5 marca     | 2016 | Soczi       | Slalom          | 1:37,41    | +8,43  | Elisabeth Willibald |
| 24.     | 8 marca     | 2017 | Åre         | Zjazd           | 1:25,27    | +2,18  | Alice Merryweather  |
| 28.     | 9 marca     | 2017 | Åre         | Supergigant     | 1:15,10    | +4,43  | Nadine Fest         |
| 15.     | 10 marca    | 2017 | Åre         | Superkombinacja | 2:09,05    | +3,98  | Nadine Fest         |
| DNF2    | 12 marca    | 2017 | Åre         | Gigant          | 1:58,38    | -      | Laura Pirovano      |
| 15.     | 13 marca    | 2017 | Åre         | Slalom          | 1:42,81    | +2,99  | Camille Rast        |
| 11.     | 30 stycznia | 2018 | Davos       | Gigant          | 1:39,66    | +2,20  | Julia Scheib        |
| DNF1    | 31 stycznia | 2018 | Davos       | Slalom          | 1:46,51    | -      | Meta Hrovat         |
| 16.     | 4 lutego    | 2018 | Davos       | Supergigant     | 1:12,22    | +2,74  | Kajsa Vickhoff Lie  |
| 9.      | 5 lutego    | 2018 | Davos       | Kombinacja      | 2:03,41    | +3,27  | Aline Danioth       |
| 12.     | 8 lutego    | 2018 | Davos       | Zjazd           | 1:10,10    | +0,88  | Kajsa Vickhoff Lie  |

### Puchar Świata

#### Miejsca w klasyfikacji generalnej
- sezon 2018/2019: 110
- sezon 2019/2020: 74.
- sezon 2020/2021: 43.
- sezon 2021/2022: 68.
- sezon 2022/2023: 70.

#### Miejsca na podium w zawodach
O’Brien nie stanęła na podium zawodów PŚ.